# Пеффінген
Пеффінген (нім. Peffingen) — громада в Німеччині, розташована в землі Рейнланд-Пфальц. Входить до складу району Бітбург-Прюм. Складова частина об'єднання громад Зюдайфель.
Площа — 5,80 км2. Населення становить 222 ос. (станом на 31 грудня 2020).

## Галерея

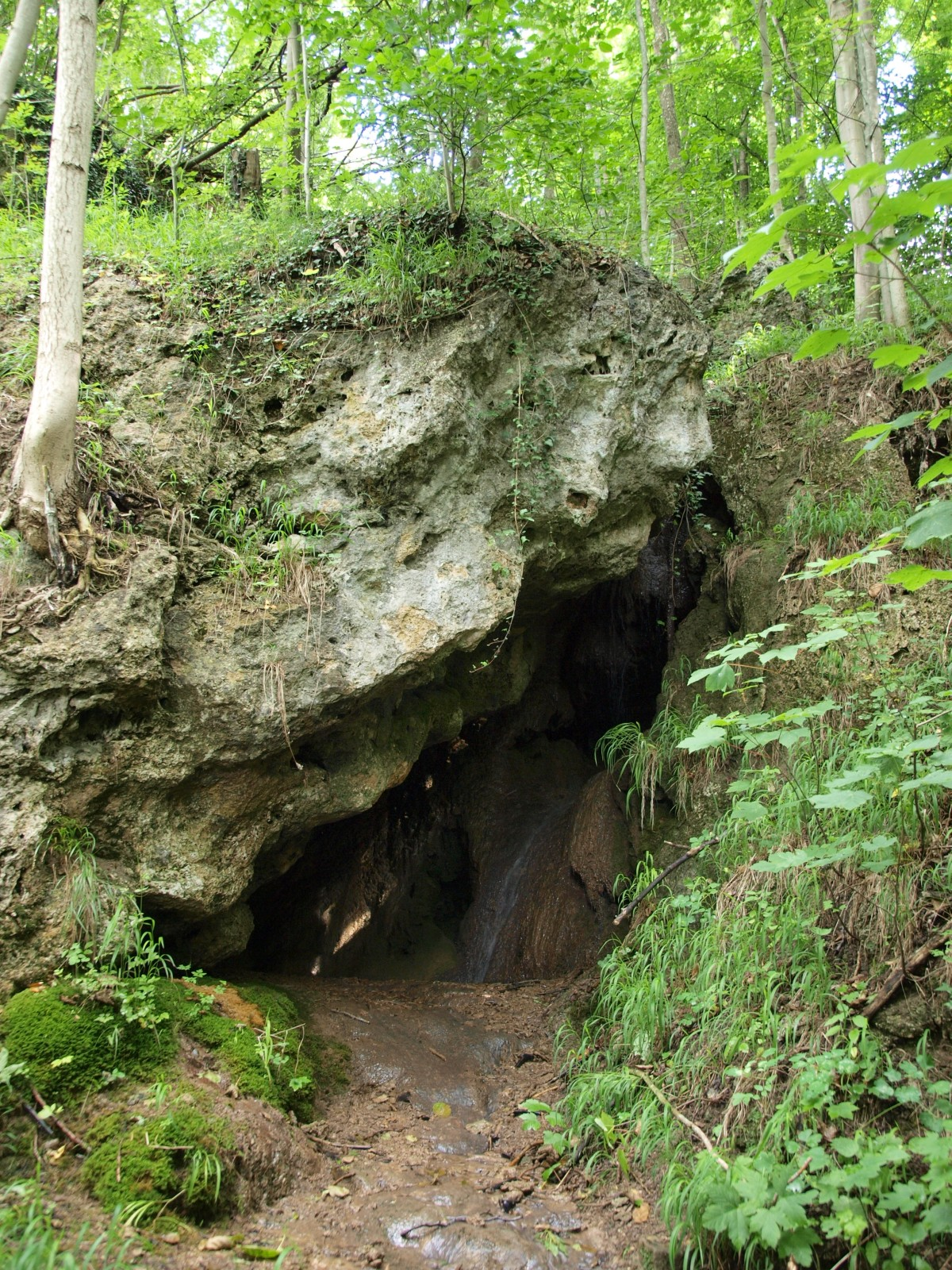